# Carybdea marsupialis
La avispa marina (Carybdea marsupialis) es una especie altamente venenosa de cnidarios, en la pequeña familia Carybdeidae dentro de la clase Cubozoa.

## Descripción
Carybdea marsupialis es una pequeña medusa transparente con una campana en forma de caja de aproximadamente 3 cm  de ancho, en las cuatro esquinas inferiores de las cuales hay cuatro tentáculos alargados de hasta 30 cm de largo. A menudo es confundida con su pariente (Cubozoa) pero ambos son altamente mortales y pueden causar al muerte en minutos. Esta especie vive en el Mediterráneo y en Australia y cercanías, es la tercera especie de medusa más peligrosa del Mediterráneo, en segundo puesto esta la carabela portuguesa y en primero la cubozoa y por último en cuarto lugar al pelagia noctiluca.